# Kurt von Wistinghausen
Kurt Roderich Thomas Klas von Wistinghausen (* 13. Mai 1901 in Reval; † 3. September 1986 in Filderstadt) war ein deutsch-baltischer Adliger, Theologe, Schriftsteller und Verleger.

## Leben
Kurt Roderich besuchte als erstes die Ritter- und Domschule zu Reval. Die Familie übersiedelte 1918 nach Deutschland und lebte in Berlin und Tübingen, hier setzte er seine Schulausbildung in Berlin am Schiller-Gymnasium fort, 1921 absolvierte er sein Abitur am  Uhland-Gymnasium in Tübingen.
An den Universitäten in Tübingen und Breslau studierte er ab 1921 Kunstgeschichte und Germanistik und später auch Religionswissenschaft und Theologie. In Breslau war er Mitbegründer von „Christengemeinschaft“ und Pfarrer dieser Gemeinschaft, die er 1926 in Stuttgart fortsetzte. Er war zunächst als Seelsorger tätig und ließ sich im Verlagswesen ausbilden, 1937 wurde er Geschäftsführer des Verlages Freies Geistesleben & Urachhaus in Stuttgart. 1941 wurde er von der Gestapo inhaftiert und erhielt für die folgenden Jahre Berufsverbot. Er arbeitete zwischenzeitlich als Lektor im Cotta-Verlag in Stuttgart. Ab 1946 nahm er in der Christengemeinschaft sein Pfarreramt wieder wahr und wurde Leiter des wieder gegründeten Verlags Urachhaus. Seit 1960 war er Schriftleiter der Monatsschrift „Die Christengemeinschaft“ zur religiösen Erneuerung.

## Herkunft und Familie
Kurt Roderich von Wistinghausen  stammte aus dem deutsch-baltischen Adelsgeschlecht von Wistinghausen, welches seit ca. 1640 in Reval ansässig war. Sein Vater war der Arzt Reinhold Karl Alexander Christian von Wistinghausen (* 1863 in Reval, † 1939 in Berlin), dieser war mit Dagmar Anna Hedwig von Ramm (* 1865) verheiratet. Sein jüngerer Bruder war Almar von Wistinghausen (1904–1989). Kurt Roderich heiratete Elisabeth Steeb (* 1908, † 1985 in Stuttgart).

## Werke

### Bücher
- Der neue Gottesdienst. Zur Einführung in die Menschenweihehandlung, 1960
- Das neue Bekenntnis. Wege zum Credo, 1963
- Grundlegung der Ehe. Lebensgemeinschaft und Trausakrament, 1963
- Die erneuerte Taufe. Eine Kindertaufe, 1967
- Am Webstuhl der Zeit. Offenbare Geheimnisse im christlichen Festeskreis des Jahres, 1988

mit anderen Autoren
- mit Hermann Beckh: Die Sprache der Tonart in der Musik von Bach bis Bruckner mit besonderer Berücksichtigung des Wagner’schen Musikdramas, 1937
- mit Wolfgang Weirauch und Norbert Deuchert: Anthroposophen in der Zeit des deutschen Faschismus (Flensburger Hefte), 1991

### Artikel
Artikel in „die Drei“ – Zeitschrift für Anthroposophie in Wissenschaft, Kunst und sozialem Leben Archiv die drei:
- Walther Roggenkamp und Hildegard Osten: "Bildteppiche zum Traumlied Olav Åsteson", Heft 1, 1970, S. 45
- Christian Morgensterns Nachlass, Heft 10, 1971, S. 488
- Der Brunnen, Heft 7, 1982, S. 560
- Erwin Schühle: "Entscheidung für das Christentum der Zukunft", Heft 6, 1969, S. 446
- Eugenetischer Okkultismus in China ? Heft 4, 1958, S. 216
- Lyrisches Zauberwort, Heft 6, 1961, S. 376
- Nikolai Berdjajew zu Rudolf Steiner. Zwei Briefe an Andrej Bjelyj, Heft 10, 1980, S. 640
- Emil Bock: "Zeitgenossen-Weggenossen-Wegbereiter", Heft 2, 1960, S. 103

Artikel in der Monatszeitschrift „Die Christengemeinschaft“:
- Kurt von Wistinghausen (Hrsg.): Friedrich Rittelmeyer zum Gedächtnis. Erweiterter Sonderdruck aus der Monatsschrift „Die Christengemeinschaft“ vom Mai 1938. Urachhaus, Stuttgart 1938.